# Les Oies sauvages (film, 1978)
Pour les articles homonymes, voir Oies sauvages.
Série
Les Oies sauvages 2
(1985)
Pour plus de détails, voir Fiche technique et Distribution.
Les Oies sauvages (The Wild Geese) est un film britannique réalisé par Andrew V. McLaglen, sorti en 1978.

## Synopsis
Allen Faulkner (Richard Burton), un mercenaire britannique, est embauché par Sir Edward Matherson (Stewart Granger) avec pour mission d'aller en Afrique centrale (dans un pays fictif proche du Burundi) libérer Julius Limbani, un homme censé pouvoir relever son pays.
Faulkner constitue alors un groupe de cinquante mercenaires, les « Oies sauvages », pour mener à bien sa mission. Parmi ces mercenaires : le pilote Shaun Fynn (Roger Moore), le Sud-Africain Pieter Coetzee (Hardy Krüger), et Rafer Janders (Richard Harris), un vieil ami de Faulkner qui prépare la mission. Avec l'accord tacite du gouvernement britannique, les mercenaires sont d'abord envoyés au Swaziland pour s'y entraîner.
Ils se rendent ensuite dans leur pays de destination. Là, les Oies sauvages s'infiltrent dans la prison du Zembala et libèrent Limbani. Ils doivent ensuite s'emparer d'un aéroport pour rentrer à Londres. Pendant ce temps en Angleterre, Sir Edward Matherson négocie avec le gouvernement du Zembala et trahit les mercenaires. Ainsi l'avion qui devait les prendre est rappelé à la dernière minute, laissant les Oies sauvages seuls au milieu d'un territoire hostile.
Les mercenaires doivent alors traverser le pays poursuivis par les miliciens du Zembala. Beaucoup d'entre eux seront tués. Faulkner et Fynn réussissent à rentrer à Londres et se vengent de la traîtrise de Sir Edward Matherson.

## Fiche technique
- Titre français : Les Oies sauvages
- Titre original : The Wild Geese
- Réalisation : Andrew V. McLaglen, assisté de John Glen
- Scénario : Reginald Rose, d'après le roman éponyme de Daniel Carney
- Musique : Roy Budd
- Photographie : Jack Hildyard
- Montage : John Glen
- Production : Erwin C. Dietrich & Euan Lloyd
- Sociétés de production : Richmond Film Productions, Victory Films & Varius Entertainment Trading A.G.
- Société de distribution : Rank Film Organization, Warner-Columbia Distributors
- Pays :  Royaume-Uni
- Langue : Anglais
- Format : Couleur - Mono - 35 mm - 1.85
- Genre : Action, Aventures, Guerre
- Durée : 130 minutes
- Budget : 10 000 000 $

## Distribution
- Richard Burton (VF : Jean-Claude Michel) : Le colonel Allen Faulkner
- Roger Moore (VF : Claude Bertrand) : Le lieutenant Sean Fynn
- Richard Harris (VF : William Sabatier) : Le capitaine Rafer Janders
- Hardy Krüger (VF : Marc Cassot) : Le lieutenant Pieter Coetzee
- Stewart Granger (VF : Gabriel Cattand) : Sir Edward Matherson
- Winston Ntshona (VF : Med Hondo) : Julius Limbani
- John Kani (VF : Sady Rebbot) : Le sergent Jesse Blake
- Jack Watson (VF : Jean Violette) : Sandy Young
- Ronald Fraser (VF : Jacques Marin) : Jock McTaggart
- Kenneth Griffith (VF : Antoine Marin) : Arthur Witty
- Frank Finlay (VF : Serge Sauvion) : Père Geoghagen
- Barry Foster (VF : Jean Berger) : Thomas Balfour
- Ian Yule (VF : Georges Aubert) : Le sergent Tosh Donaldson
- Patrick Allen : Rushton
- Paul Spurrier : Emile Janders
- Rosalind Lloyd : Heather
- David Ladd (en) (VF : Bernard Murat) : Sonny Martinelli
- John Alderson (VF : Georges Atlas) : Randy
- Glyn Baker : Esposito

## Autour du film
- L'ambition du producteur Euan Lloyd était de faire un film à succès à la manière du film Les Canons de Navarone avec une distribution composée de stars de l'époque. Les Oies sauvages connut un grand succès commercial dans tous les pays où il fut distribué.
- Les Oies sauvages appartient à un sous-genre particulier du film d'action : le film de mercenaires. Avant lui, Le Dernier Train du Katanga abordait un thème similaire (mission militaire en Afrique, corruption et manipulation des gouvernements colonialistes, actes de bravoures et scènes spectaculaires fortement teintées de violence graphique). Le personnage cinématographique du mercenaire est un héros maudit, apatride, dont la motivation première (l'appât du gain) est souvent remplacée par une prise de conscience qui le pousse à agir pour une idéologie qu'il fait sienne (comme défendre une minorité)[réf. nécessaire].
- Après Les Oies sauvages, Les Chiens de guerre de John Irvin, Nom de code : Oies sauvages d'Antonio Margheriti et Les Larmes du soleil d'Antoine Fuqua, The expendables de Sylvester Stallone réutiliseront les mêmes thèmes.
- Burt Lancaster devait à l'origine jouer le rôle du capitaine Rafer Janders, mais comme il exigeait que son personnage soit plus important, la production engagea Richard Harris à la place.
- Les chuteurs opérationnels du film ne sont pas des cascadeurs, mais des hommes du Rhodesian SAS. Lors de la première du film à Salisbury (République de Rhodésie du Sud), aujourd'hui Harare (Zimbabwe), ils ont sauté au-dessus de la salle de projection pour apporter les pellicules.
- Le générique du film est réalisé par le concepteur des génériques des James Bond, l'Américain Maurice Binder. La chanson Flight of the wild geese est composée et interprétée par la Britannique Joan Armatrading, très populaire au Royaume-Uni.
- Le producteur Euan Lloyd, qui avait hypothéqué tous ses biens pour boucler l'important budget du film, reprend un risque financier similaire sept ans plus tard, en produisant une suite intitulée Les Oies sauvages 2, malgré le refus des assurances de couvrir Richard Burton. Mais alors que le triomphe de la première partie lui avait procuré un immense prestige international, la disparition de Richard Burton au début du tournage de la seconde conduit à un tel désastre artistique (re-casting calamiteux, budget réduit au minimum) et commercial (peu de pays ayant accepté de distribuer en salles le film finalement tourné) que cet échec sans précédent met un terme définitif à sa carrière.